# Indragarh
Indragarh è una suddivisione dell'India, classificata come municipality, di 5.265 abitanti, situata nel distretto di Bundi, nello stato federato del Rajasthan. In base al numero di abitanti la città rientra nella classe V (da 5.000 a 9.999 persone).

## Geografia fisica
La città è situata a 25° 43' 0 N e 76° 10' 60 E e ha un'altitudine di 253 m s.l.m..

## Società

### Evoluzione demografica
Al censimento del 2001 la popolazione di Indragarh assommava a 5.265 persone, delle quali 2.695 maschi e 2.570 femmine. I bambini di età inferiore o uguale ai sei anni assommavano a 900, dei quali 477 maschi e 423 femmine. Infine, coloro che erano in grado di saper almeno leggere e scrivere erano 3.315, dei quali 1.951 maschi e 1.364 femmine.